# 多洛区
多洛區是索馬利亞的一個區，位於該國西南部的蓋多州，首府為多洛。

## 外部鏈結
- 多洛在Google地圖上的位置
- 多洛區的行政區域圖（页面存档备份，存于）